# 人丹

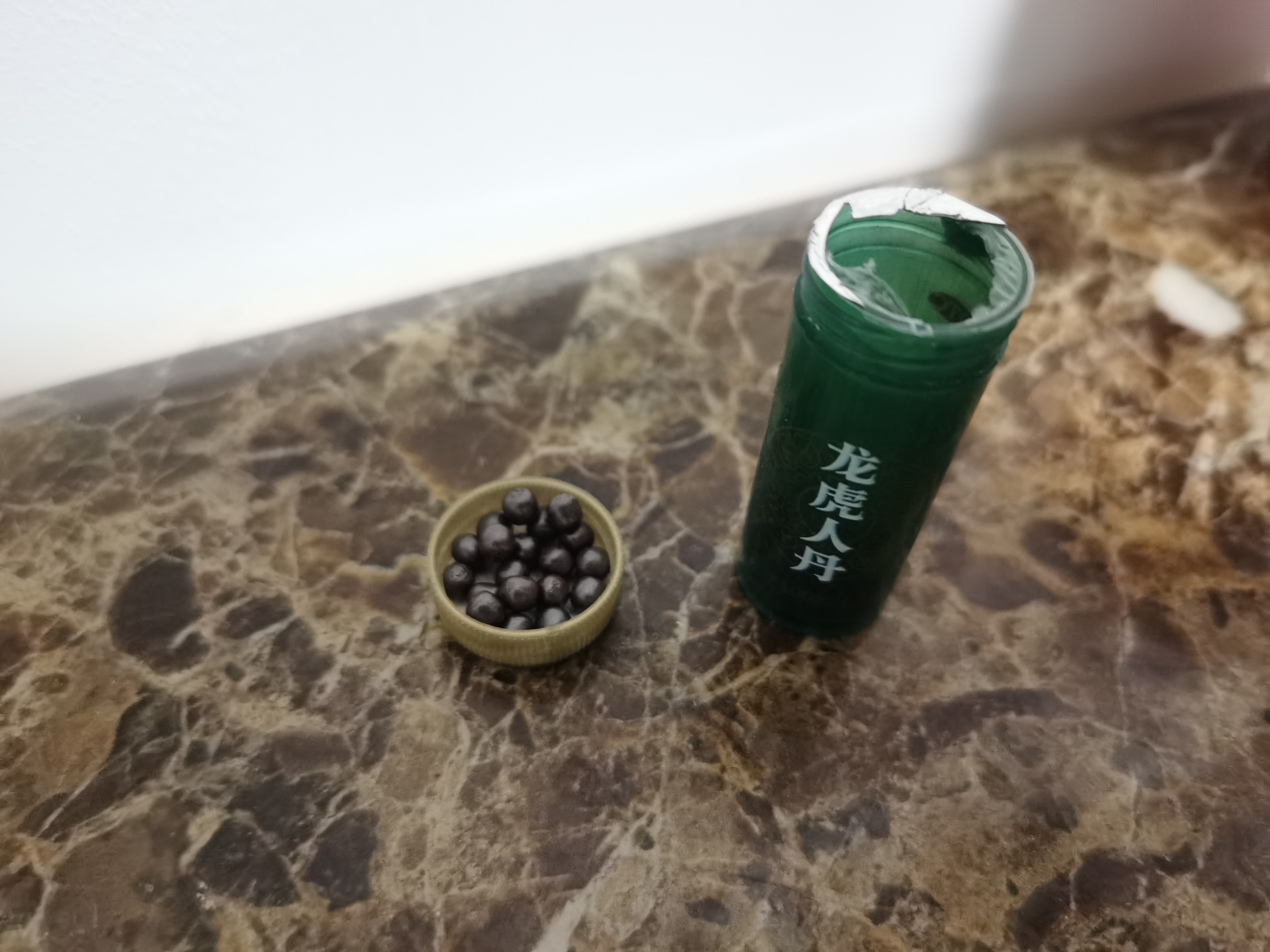
由上海医药旗下中华药业生产的龙虎人丹

人丹是一种中成药，属于内科中暑类非处方药。主治驱风健胃。用于消化不良，恶心呕吐，晕船，轻度中暑酒醉饱滞。婴幼儿、孕妇禁用。含有桔梗、樟脑、小茴香等，保健脾胃的功能更强一些。

## 主要成分
薄荷脑、肉桂、甘草、儿茶、木香、冰片、桔梗、樟脑、小茴香、草豆蔻、丁香罗勒油、朱砂

## 历史
人丹本来并非日本药物仁丹，在20世纪初日本漢方“仁丹”暢銷中国时，上海医生黄楚九据“诸葛行军散”古方和参考祖传《七十二症方》，研制出新的方剂，做成小粒药丸，取名为“人丹”，成为日本“仁丹”强有力的竞争对手，在经历过日本仁丹发起的侵权官司更加名声大震。但由于国人崇尚儒學，喜好“仁”字，日后各家药铺出品的此类药物都命名为“仁丹”并流传开来，仁丹也变成了人丹别名。